# Сигун
Сигу́н (кит. упр. 西工, пиньинь Xīgōng) — район городского подчинения городского округа Лоян провинции Хэнань (КНР). Название района происходит от названия существовавшего в этих местах военного городка.

## История
В 1038 году до н. э. Чжоу-гун, чтобы заселить пустующие восточные земли, основал в этих местах город Чэнчжоу (成周), который заселила аристократия прежней династии Шан. В 770 до н. э. чжоуский Пин-ван перенёс сюда столицу страны, начав тем самым исторический период Восточной Чжоу; город получил название Ванчэн (王城, «город вана»). Впоследствии в этом месте не раз размещалась столица очередного государства, возникшего на Центральных китайских равнинах, однако после империи Сун застройка стала смещаться на северо-восток, на территорию современного района Лаочэн, и к началу XX века город Лоян находился восточнее.
После Синьхайской революции по распоряжению Юань Шикая в 1914 году западнее Лояна был выстроен военный городок, получивший название «Сигунди» (西工地, «Западный плац») или сокращённо «Сигун» (西工). В 1920 году чжилийский милитарист У Пэйфу развил местную военную инфраструктуру дальше, увеличив территорию военного городка более чем в два раза. В 1923 году в этих местах расположилось правительство провинции Хэнань. Когда в 1932 году японцы попытались захватить Шанхай, и Лоян стал временной столицей страны, то в этих местах разместился ЦИК партии Гоминьдан. Когда во время японо-китайской войны почти весь Северный Китай оказался под японской оккупацией, и Лоян стал прифронтовым городом, то здесь разместился штаб 1-го военного района, а с 1939 года сюда вновь перебрались власти провинции Хэнань.
Во время гражданской войны эти места перешли под контроль коммунистов в апреле 1948 года, и урбанизированная часть уезда Лоян была выделена в отдельную единицу — город Лоян. Эти места сначала оказались в составе Района № 5, с сентября — в составе Района № 3, с 1953 года — в составе Района № 2. В 1956 году в составе Лояна был образован район Сигун. В декабре 1958 года район Сигун был объединён с районом Лаочэн в район Лобэй (洛北区), но в 1975 году был воссоздан.

## Административное деление
Район делится на 10 уличных комитетов.